# Primo Buzzetti
Primo Buzzetti (Sondrio, 18 maggio 1926 – 27 luglio 2009) è stato un politico italiano.
Esponente della Democrazia Cristiana, venne eletto due volte al Parlamento come deputato (III e IV legislatura).
Dal 1985 al 1990 fu sindaco di Sondrio.